# Ecopetrol
Ecopetrol er et colombiansk olie- og gasselskab med hovedkvarter i Bogota. Empresa Colombiana de Petróleos blev etableret af den colombianske stat i 1951.